# Peter Westbury
Peter Westbury, född 26 maj 1938 i södra London, död 7 december 2015 i Scarborough, Trinidad och Tobago, var en brittisk racerförare.

## Racingkarriär
Westbury tävlade med framgång i backe under 1960-talet och vann British Hill Climb Championship 1963 och 1964. Han körde sedan formel 2 i en privat Brabham och kom till exempel på nionde plats och femma i F2-klassen i Tysklands Grand Prix 1969. Han försökte kvala in till formel 1-loppet USA 1970, men lyckades inte. 